# Deutsche Cadre-47/2-Meisterschaft 1965/66

Veranstaltungsort: Holtorfsloh

Die Deutsche Cadre-47/2-Meisterschaft 1965/66 war eine Billard-Turnierserie und fand vom 1. bis zum 3. April 1966 in Holtorfsloh in der Nähe von Hamburg zum 39. Mal statt.

## Geschichte
Durch einen 400:239-Sieg gegen den Berliner Dieter Müller im letzten Spiel des Turniers sicherte sich der Düsseldorfer Siegfried Spielmann den zehnten deutschen Meistertitel im Cadre 47/2. Dabei verbesserte er seinen eigenen deutschen Rekord im besten Einzeldurchschnitt (BED) von 80,00, aufgestellt 1950 in Rheydt, auf 100,00. Sein Generaldurchschnitt von 40,00 war nur ein Turnierrekord, weil er bei der Europameisterschaft 1958 im belgischen Gent den deutschen Rekord auf 40,37 verbessert hatte. Zum ersten Mal belegte Dieter Müller Platz zwei bei einer DM im Cadre 47/2. Auch der Hoffnungsthaler Matthias Metzemacher erzielte seine beste Platzierung bei einer Cadre-47/2-DM.

## Turniermodus
Das ganze Turnier wurde im Round-Robin-System bis 400 Punkte mit Nachstoß gespielt. Bei MP-Gleichstand wurde in folgender Reihenfolge gewertet:
1. MP = Matchpunkte
2. GD = Generaldurchschnitt
3. HS = Höchstserie

## Abschlusstabelle
| MP    | Match Points (Sieger = 2; Unentschieden = 1; Verlierer = 0) |
| Pkte. | Erzielte Karambolagen                                       |
| Aufn. | Benötigte Versuche                                          |
| GD    | Generaldurchschnitt                                         |
| BED   | Bester Einzeldurchschnitt eines Spielers                    |
| HS    | Höchstserie                                                 |
|       | Bester GD des Turniers                                      |
|       | Bester ED des Turniers                                      |
|       | Beste HS des Turniers                                       |
|       | 1. Platz (Gold)                                             |
|       | 2. Platz (Silber)                                           |
|       | 3. Platz (Bronze)                                           |

| Klassement                 | Klassement                           | Klassement | Klassement | Klassement | Klassement | Klassement | Klassement |
| Platz                      | Name                                 | MP         | Pkte.      | Aufn.      | GD         | BED        | HS         |
| -------------------------- | ------------------------------------ | ---------- | ---------- | ---------- | ---------- | ---------- | ---------- |
| 1                          | Siegfried Spielmann (Düsseldorf)     | 8:0        | 1600       | 40         | 40,00      | 100,00     | 221        |
| 2                          | Dieter Müller (Berlin)               | 6:2        | 1439       | 46         | 31,28      | 57,14      | 198        |
| 3                          | Matthias Metzemacher (Hoffnungsthal) | 4:4        | 904        | 77         | 11,74      | 12,90      | 89         |
| 4                          | Günter Siebert (Unna)                | 2:6        | 1434       | 64         | 22,40      | 33,33      | 104        |
| 5                          | Josef Bolz (Köln)                    | 0:8        | 547        | 65         | 8,41       | –          | 140        |
| Turnierdurchschnitt: 20,28 |                                      |            |            |            |            |            |            |